# Nobuyasu Ikeda
Nobuyasu Ikeda (født 18. maj 1970) er en tidligere japansk fodboldspiller.
Han har spillet for flere forskellige klubber i sin karriere, herunder Urawa Reds og Kawasaki Frontale.